# Kenau Simonsdochter Hasselaer
Kenau Simonsdochter Hasselaer, née en 1526 et morte en 1588, est une marchande de bois et constructrice navale de Haarlem (Pays-Bas). Elle devient une héroïne populaire pour sa défense intrépide de la ville contre les envahisseurs espagnols lors du siège de Haarlem en 1573, pendant la guerre de Quatre-Vingts-Ans. 

## Biographie

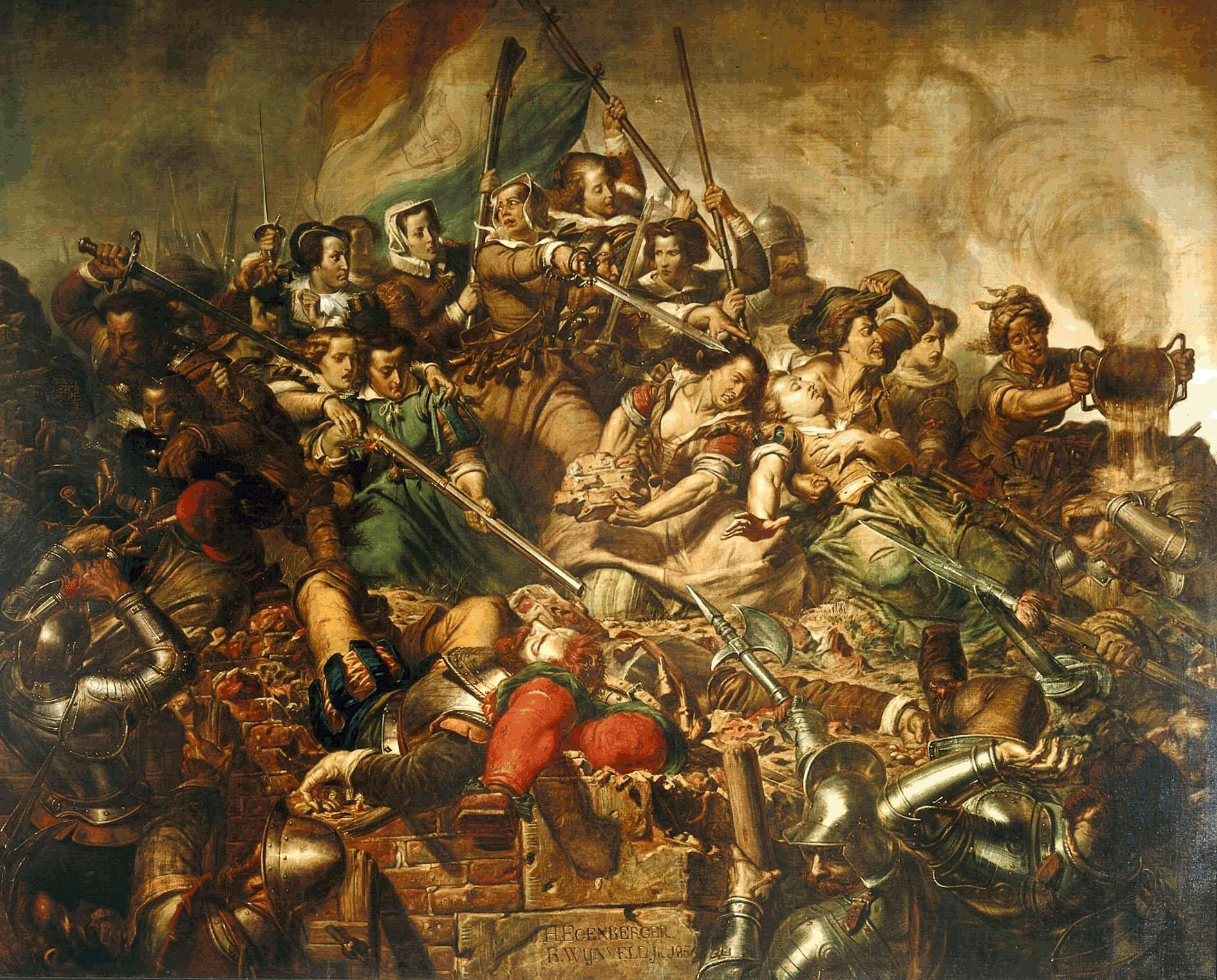
Peinture historique romancée de Kenau à la tête d'un groupe de 300 femmes pour défendre Haarlem, par Barend Wijnveld et JH Egenberger, 1854.

Pendant le siège de Haarlem, tous les habitants de la ville, hommes, femmes et enfants, contribuent à reconstruire les remparts de la ville détruits par les canons ennemis. Un récit en latin, rapporté par un témoin oculaire anonyme de la commune de Delft, mentionne Kenau Simonsdochter Hasselaer comme une femme déterminée qui travaille nuit et jour pour transporter la terre jusqu'aux murs de la ville afin de reconstruire la ligne de défense. 
Ce récit raconte que les habitants de Haarlem, se tenant sur ces terrassements, jettent des «couronnes de goudron» brûlantes sur l'ennemi. Il décrit un soldat espagnol sautant dans la rivière Spaarne pour éteindre les flammes, se noyant finalement sous le poids de son armure. L'histoire retient que Kenau Simonsdochter Hasselaer est la personne qui jette ces couronnes de goudron. Kenau Simonsdochter Hasselaer est rapidement glorifiée comme soldat et par la suite honorée lors des célébrations du centenaire de l'indépendance du pays en 1673 et à nouveau lors du bicentenaire de 1773. Sa réputation ne faiblit pas. Au XIXe siècle, elle est commémorée dans une peinture romantique de Barent Wijnveld et JH Egenberger, qui la représente dirigeant une armée de 300 femmes contre les Espagnols. 
Elle quitte Haarlem peu après la fin du siège. Par le biais de son beau-frère Hadrianus Junius, elle conclut un contrat de commerce de céréales avec le brasseur David Jansz de Delft. Grâce à ce commerce, elle accède en 1574 à un poste lucratif à Arnemuiden, comme maîtresse de maison de pesée et collectionneuse de tourbe. En 1577, elle est mentionnée comme habitante de Leiden dans les documents officiels. En 1579, elle retourne à Haarlem, où son fils Gerbrand est devenu constructeur de navires indépendants. Son statut d'héroïne n'est pas documenté lors de son retour. En 1585, elle porte plainte contre la ville de Haarlem, qui ne l'a jamais payée pour le bois livré pendant le siège. L'argent est versé à ses filles seulement après sa mort, en 1593. 
La fin de sa vie reste floue. Elle achète un navire pour reprendre son métier de marchande de bois. D'après ses filles, elle aurait été assassinée par des pirates lors d'un voyage en mer pour la Norvège. En mai 1589, ses filles poursuivent le capitaine du navire en justice, Lieven Hansz, et c'est au cours du procès qu'il s'avère qu'elle est portée disparue depuis 1588. 
Kenau Simonsdochter Hasselaer est la fille de Simon Gerrits, brasseur de Haarlem, et de Guerte Koen Hasselaer. Elle épouse Nanning Gerbrandsz Borst vers 1544, mort en 1562 et dont elle reprend l'activité pour diriger le chantier naval. Ils ont 4 enfants : Guerte, Margriet, Lubbrich et Gerbrand. Elle est la belle-sœur d'Hadrianus Junius. 

## La légende du personnage
Le manque de preuves conduit certains historiens, notamment Cornelius Ekama en 1872, à questionner le mythe de Kenau Simonsdochter Hasselaer.  
Il souligne que ni elle ni aucune autre femme n'est inscrite sur la liste des «criminels de guerre» dressée par les Espagnols. On trouve cependant sur cette liste son cousin de 18 ans, Pieter Dirksz Hasselaer, membre du Schutterij, qui est arrêté puis relâché par la suite. Il note également le manque de comptes rendus d'époque par d'autres femmes qui combattent aux côtés de Kenau Simonsdochter Hasselaer. On retrouve par ailleurs peu de noms de femmes sur les registres de décès. 

## Héritage
- En 1800, la République Batave nomme une frégate, le Kenau Haselaar après elle.

- À Haarlem, un parc (Kenaupark), et une rue (Kenaustraat) sont nommés après elle.

- Son nom persiste en néerlandais. Il représente la bravoure et l'indépendance des femmes, mais est aussi utilisé de manière péjorative pour désigner les femmes ayant des comportements perçus comme masculins.

- Kenau Simonsdochter Hasselaer figure sur l’œuvre de Judy Chicago, The Dinner Party. Elle fait partie des 999 femmes mythiques et historiques dont les noms sont inscrits sur le socle de l'installation, le « plancher du patrimoine »[4].

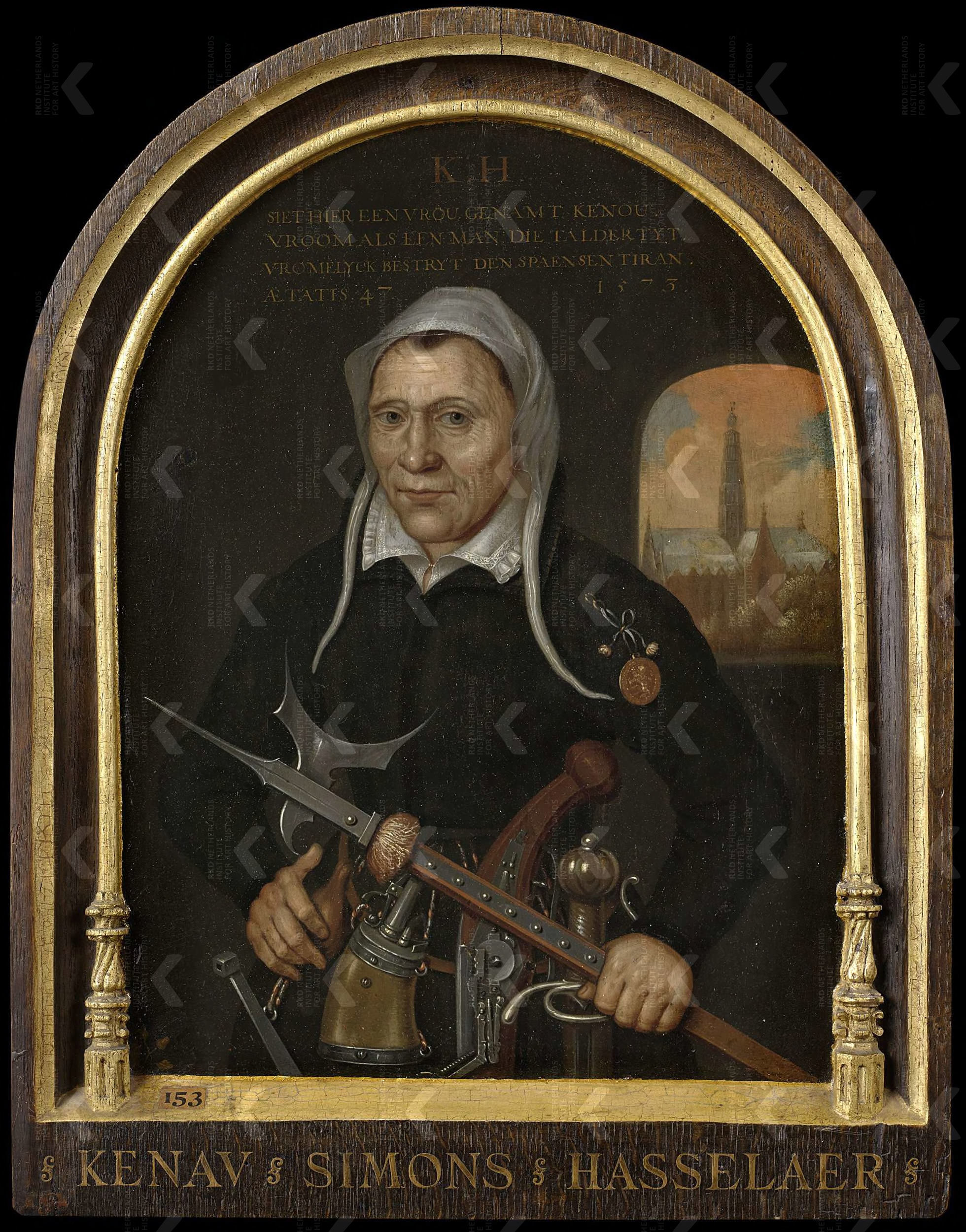
Portrait de Kenau Simonsdochter Hasselaer avec des armes, âgée de 47 ans en 1573.
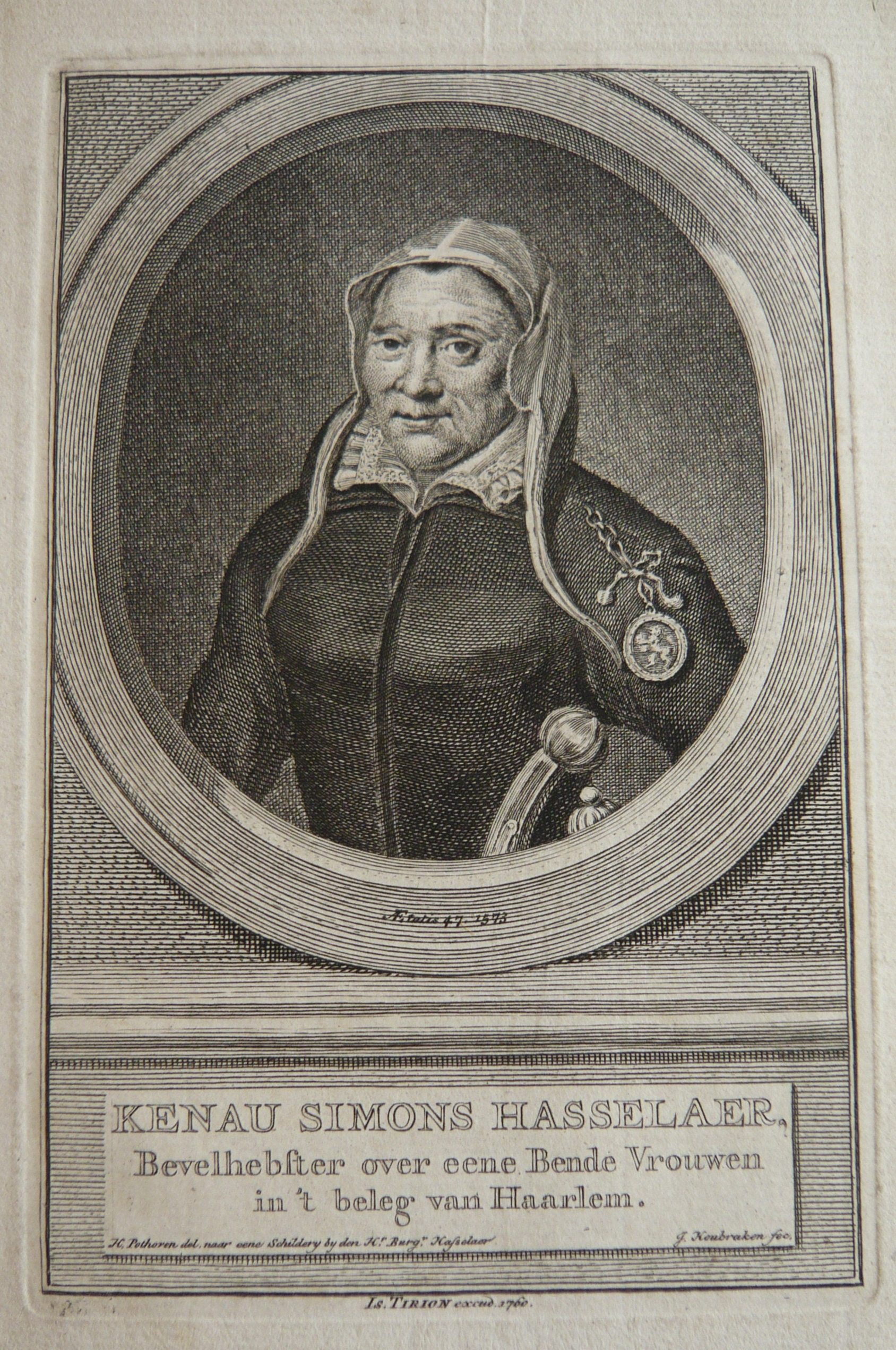
Gravure de Kenau Simonsdochter Hasselaer par Jacob Houbraken d'après le portrait de 1573.
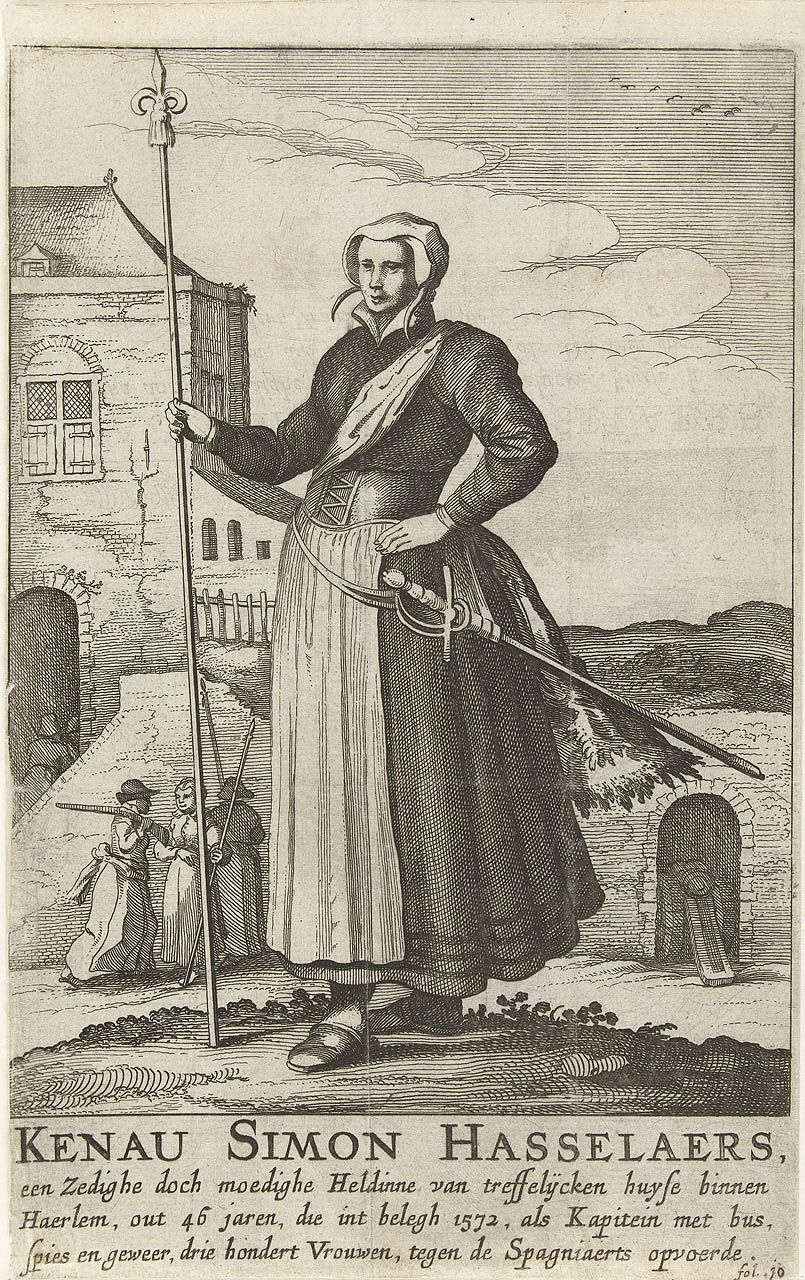
Anonyme, peut-être Pieter Hendricksz. Schut, Kenau Simonsdochter Hasselaer, 1573, eau - forte sur papier, entre 1600 et 1699. Rijksmuseum Amsterdam.
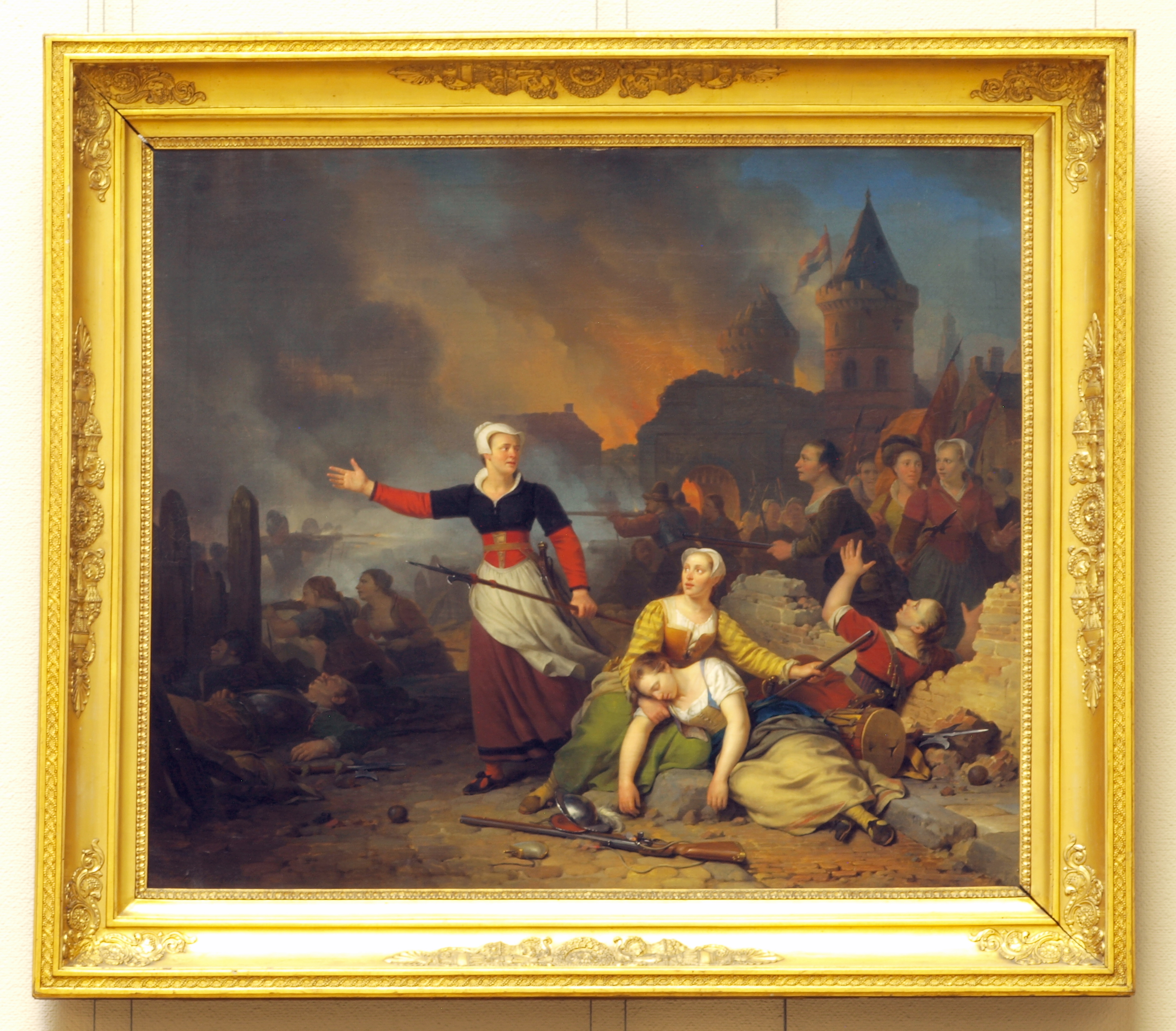
Kenau Simonsdochter Hasselaer menant les femmes de Haarlem, par Ferdinand de Braekeleer l'Ancien, 1829.
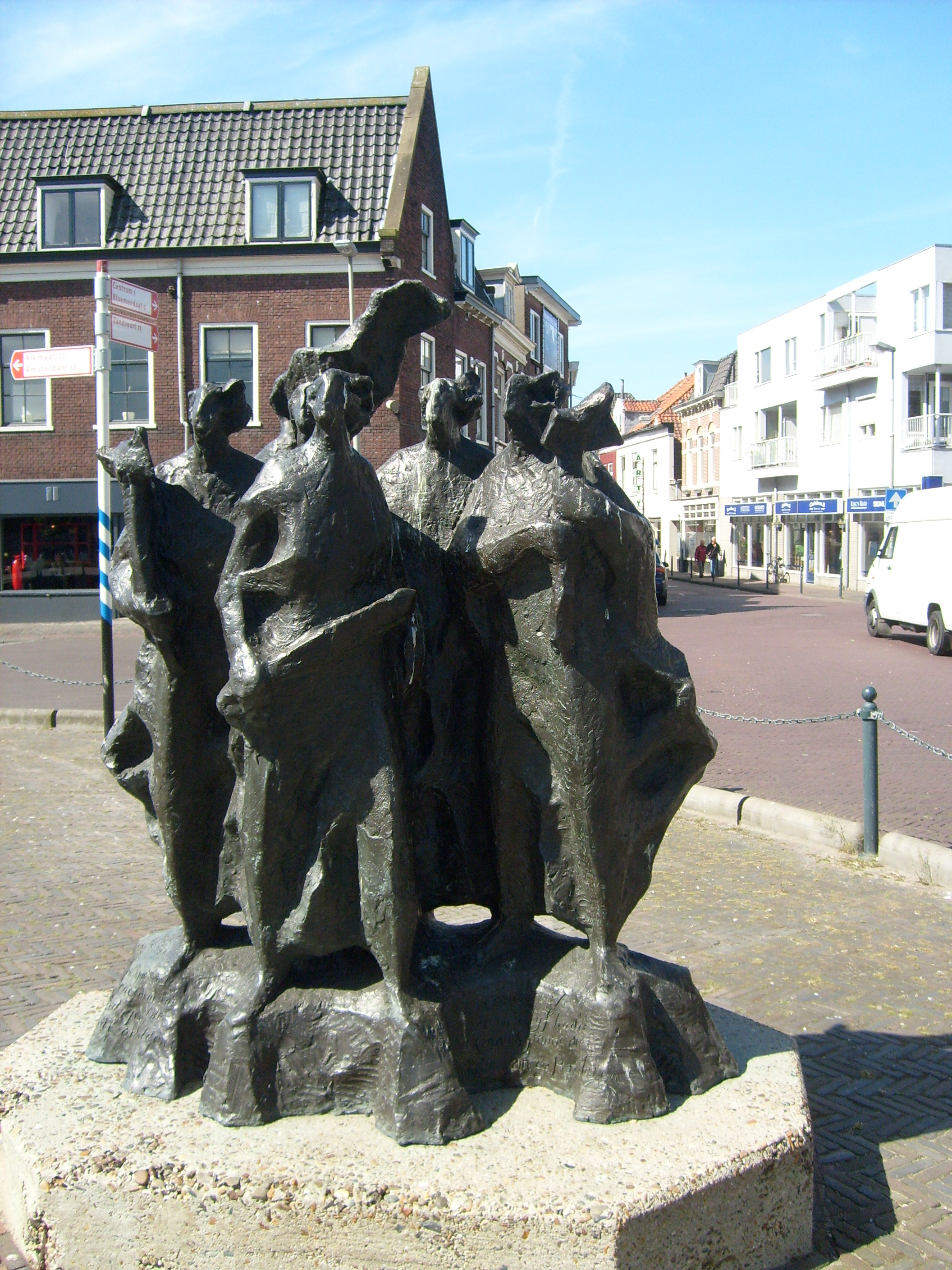
Kenau Simonsdochter Hasselaer menant les femmes de Haarlem devant l'Amsterdamse Poort (Haarlem), par le sculpteur Theo Mulder.
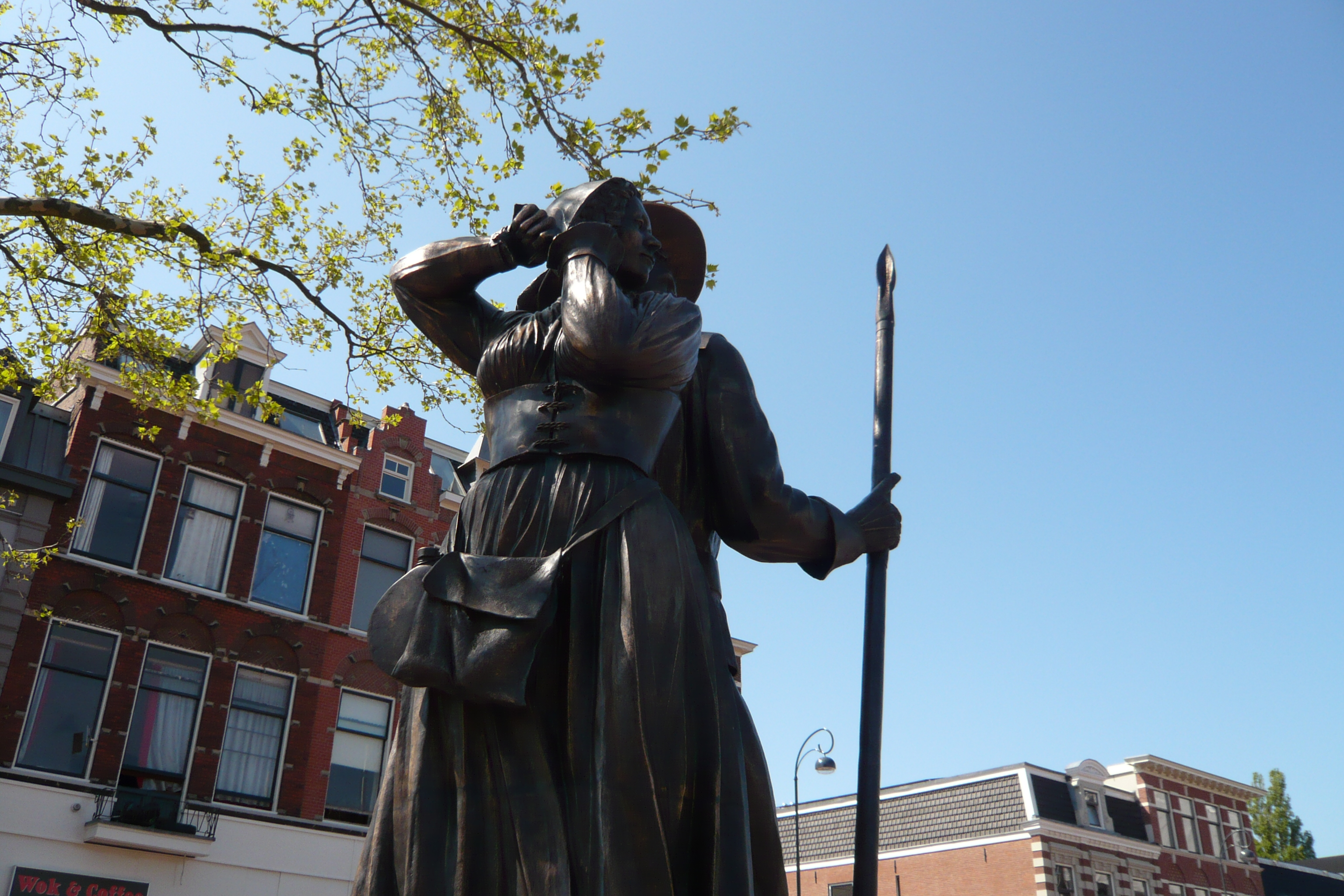
Kenau Simonsdochter Hasselaer avec Wigbolt Ripperda sur la Stationsplein Haarlem, par le sculpteur Graziella Curreli.

## Œuvres de fiction inspirées par le personnage de Kenau Simonsdochter Hasselaer

### Romans
- A. Loosjes Pz. (Adriaan Pietersz Loosjes), Kenau Hasselaar, of De heldin van Haarlem. Treurspel. Haarlem, A. Loosjes Pz, 1808
- E.E. Cooper, The Hasselaers. Londen, Society for Promoting Christian Knowledge, 1880
- Theun de Vries, Kenau. Amsterdam, Querido, 1945
- C.J. Underwood, An Army of Judiths. A Novel of Kenau Hasselaar of Haarlem, Londen / New York, uitgave Knox Robinson Publishing, 2013, ISBN HC 978-1-908483-79-9, ISBN PB 978-1-908483-80-5

### Film
Kenau, long métrage néerlandais » de Maarten Treurniet avec Monic Hendrickx, 2014.